# 拉罗什波城堡
拉罗什波城堡（法語：Château de La Rochepot，發音：[ʃato də la ʁɔʃpo]）是一座13世纪法国城堡，位于勃艮第-弗朗什-孔泰大区科多尔省博讷西南6号国道上的拉罗什波小镇以北的石灰岩上。
它建于13世纪，后来沦为废墟，直到19世纪才由卡诺家族修复，现在向游客开放。